# Nam Hyun-hee
Pour les articles homonymes, voir Nam.
Dans ce nom coréen, le nom de famille, Nam, précède le nom personnel.
Nam Hyun-hee, née le 29 septembre 1981 à Seongnam, est une fleurettiste sud-coréenne.

## Biographie
En 2005, elle obtient une première récompense au niveau mondial en remportant la médaille d'or lors des championnats du monde dans la compétition par équipes à Leipzig aux dépens de la Roumanie. L'année suivante, lors des championnats du monde de Turin, l'équipe coréenne remporte la médaille de bronze face à la Pologne.
En 2008, elle parvient en finale des Jeux olympiques de 2008 à Pékin. Elle est opposée à la double tenante du titre olympique, Valentina Vezzali. Elle prend un instant l'avantage à trente secondes de la fin. Finalement, Vezzali recolle au score et, grâce à une touche à quatre secondes du terme, remporte la victoire sur le score de 6 à 5, remportant ainsi son troisième titre consécutif, ce qui n'avait jamais été réalisé en escrime. Elle perd la médaille de bronze lors des Jeux suivants à Londres, après avoir été battue par Valentina Vezzali qu'elle devance de quatre touches à 19 secondes de la fin de la troisième et dernière manche. L'Italienne s'impose en mort-subite sur le score de 13 à 12.
Elle a été la femme du cycliste Gong Hyo-suk. 	
Après son divorce, elle a annoncé en octobre 2023 qu'elle avait décidé d'épouser Jeon Cheong-jo, la troisième génération du Paradise Group, un conglomérat sud-coréen de casinos et de centres de villégiature, en janvier 2024, mais cela est annulé lorsqu'elle il a été révélé que Jeon était un fraudeur. Un mandat d'arrêt est lancé contre ce dernier qui s'est révélé être une femme.

## Palmarès
Tous les titres suivants sont remportés au fleuret.

### Jeux olympiques d'été
- Médaille d'argent aux Jeux olympiques de 2008 à Pékin
- Médaille de bronze par équipes aux Jeux olympiques de 2012 à Londres

### Championnats du monde
- Médaille d'or par équipes aux Championnats du monde 2005 à Leipzig
- Médaille de bronze aux Championnats du monde 2010 à Paris.
- Médaille de bronze aux Championnats du monde  2011 à Catane.
- Médaille de bronze par équipes aux Championnats du monde 2006 à Turin.
- Médaille de bronze par équipes aux Championnats du monde 2010 à Paris.
- Médaille de bronze par équipes aux Championnats du monde 2011 à Catane.

### Coupe du monde

#### Classement général
- Médaille d'argent à la Coupe du monde d'escrime 2007-2008
- Médaille de bronze à la Coupe du monde d'escrime 2008-2009
- Médaille de bronze à la Coupe du monde d'escrime 2010-2011
- Médaille de bronze à la Coupe du monde d'escrime 2011-2012

#### Épreuves
- Médaille d'or à la Coupe du Prince Takamado 2006
- Médaille d'or à la Coupe du Prince Takamado 2007
- Médaille d'or à la Coupe du Prince Takamado 2008
- Médaille d'or au tournoi d'escrime de Séoul 2009
- Médaille d'or au tournoi d'escrime de Salzbourg 2009
- Médaille d'or au tournoi d'escrime de New York 2010
- Médaille d'or au tournoi d'escrime de Shanghai 2011
- Médaille d'argent au tournoi d'escrime de Marseille 2007
- Médaille d'argent au tournoi d'escrime de Budapest 2009
- Médaille d'argent au tournoi d'escrime de Turin 2009
- Médaille d'argent au tournoi d'escrime de Marseille 2009
- Médaille d'argent au tournoi d'escrime de Leipzig 2009
- Médaille d'argent au tournoi d'escrime de Marseille 2010
- Médaille d'argent au tournoi d'escrime de Leipzig 2010
- Médaille d'argent au tournoi d'escrime de Saint-Pétersbourg 2010
- Médaille d'argent au Grand Prix de Turin 2010
- Médaille d'argent au tournoi d'escrime de Gdansk 2012
- Médaille d'argent au tournoi d'escrime de Séoul 2012
- Médaille d'argent au tournoi d'escrime d'Alger 2017
- Médaille de bronze au tournoi d'escrime de Belgrade 2008
- Médaille de bronze au tournoi d'escrime de Shanghai 2008
- Médaille de bronze au tournoi d'escrime de Las Vegas 2008
- Médaille de bronze au tournoi d'escrime de Belgrade 2009
- Médaille de bronze au tournoi d'escrime de Gdansk 2009
- Médaille de bronze au tournoi d'escrime de Saint-Pétersbourg 2009
- Médaille de bronze au tournoi d'escrime de Gdansk 2010
- Médaille de bronze au tournoi d'escrime de Shanghai 2010
- Médaille de bronze au Grand Prix de la Havane 2015

### Jeux asiatiques
- Médaille d'or par équipes aux Jeux asiatiques de 2002 à Busan
- Médaille d'or aux Jeux asiatiques de 2006 à Doha
- Médaille d'or par équipes aux Jeux asiatiques de 2006 à Doha
- Médaille d'or aux Jeux asiatiques de 2010 à Canton
- Médaille d'or par équipes aux Jeux asiatiques de 2010 à Canton
- Médaille d'or par équipes aux Jeux asiatiques de 2014 à Incheon
- Médaille de bronze aux Jeux asiatiques de 2014 à Incheon
- Médaille de bronze par équipes aux Jeux asiatiques de 2018 à Jakarta

### Championnats d'Asie
- Médaille d'or aux Championnats d'Asie 2001 à Bangkok
- Médaille d'or aux Championnats d'Asie 2009 à Doha
- Médaille d'or aux Championnats d'Asie 2010 à Séoul
- Médaille d'or aux Championnats d'Asie 2011 à Séoul
- Médaille d'or aux Championnats d'Asie 2012 à Wakayama
- Médaille d'or aux Championnats d'Asie 2014 à Suwon
- Médaille d'or aux Championnats d'Asie 2016 à Wuxi
- Médaille d'or par équipes aux Championnats d'Asie 2009 à Doha
- Médaille d'or par équipes aux Championnats d'Asie 2010 à Séoul
- Médaille d'or par équipes aux Championnats d'Asie 2011 à Séoul
- Médaille d'or par équipes aux Championnats d'Asie 2014 à Suwon
- Médaille d'or par équipes aux Championnats d'Asie 2015 à Singapour
- Médaille d'or par équipes aux Championnats d'Asie 2017 à Hong Kong
- Médaille d'or par équipes aux Championnats d'Asie 2018 à Bangkok
- Médaille d'argent aux Championnats d'Asie 2015 à Singapour
- Médaille d'argent aux Championnats d'Asie 2017 à Hong Kong
- Médaille d'argent par équipes aux Championnats d'Asie 2007 à Nantong
- Médaille d'argent par équipes aux Championnats d'Asie 2012 à Wakayama
- Médaille d'argent par équipes aux Championnats d'Asie 2016 à Wuxi
- Médaille de bronze aux Championnats d'Asie 2018 à Bangkok
- Médaille de bronze par équipes aux Championnats d'Asie 2001 à Bangkok

### Universiade
- Médaille d'or à l'Universiade d'été de 2003 à Daegu
- Médaille d'argent à l'Universiade d'été de 2003 à Daegu
- Médaille d'argent à l'Universiade d'été de 2005 à Izmir